# دهستان جلگه ماژان
دهستان جلگه ماژان ، دهستانی است مربوط شهرستان خوسف که استان خراسان جنوبی
قرار دارد .

## آثار تاریخی
ارگ عباس خان شیبانی

## جمعیت
جمعیت این دهستان، بر اساس سرشماری سال ۱۳۸۵، بالغ بر ۴۲۸۰ نفر می‌باشد.